# Stylosanthes scabra
Stylosanthes scabra är en ärtväxtart som beskrevs av Julius Rudolph Theodor Vogel. Stylosanthes scabra ingår i släktet Stylosanthes och familjen ärtväxter. Inga underarter finns listade i Catalogue of Life.

## Bildgalleri

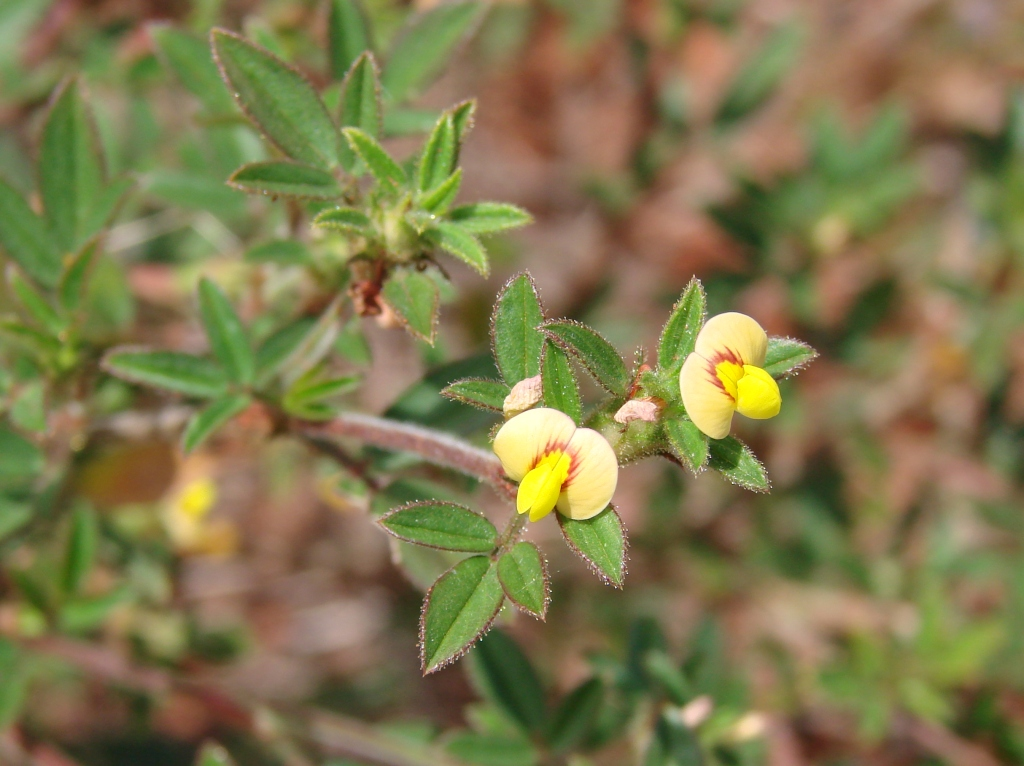
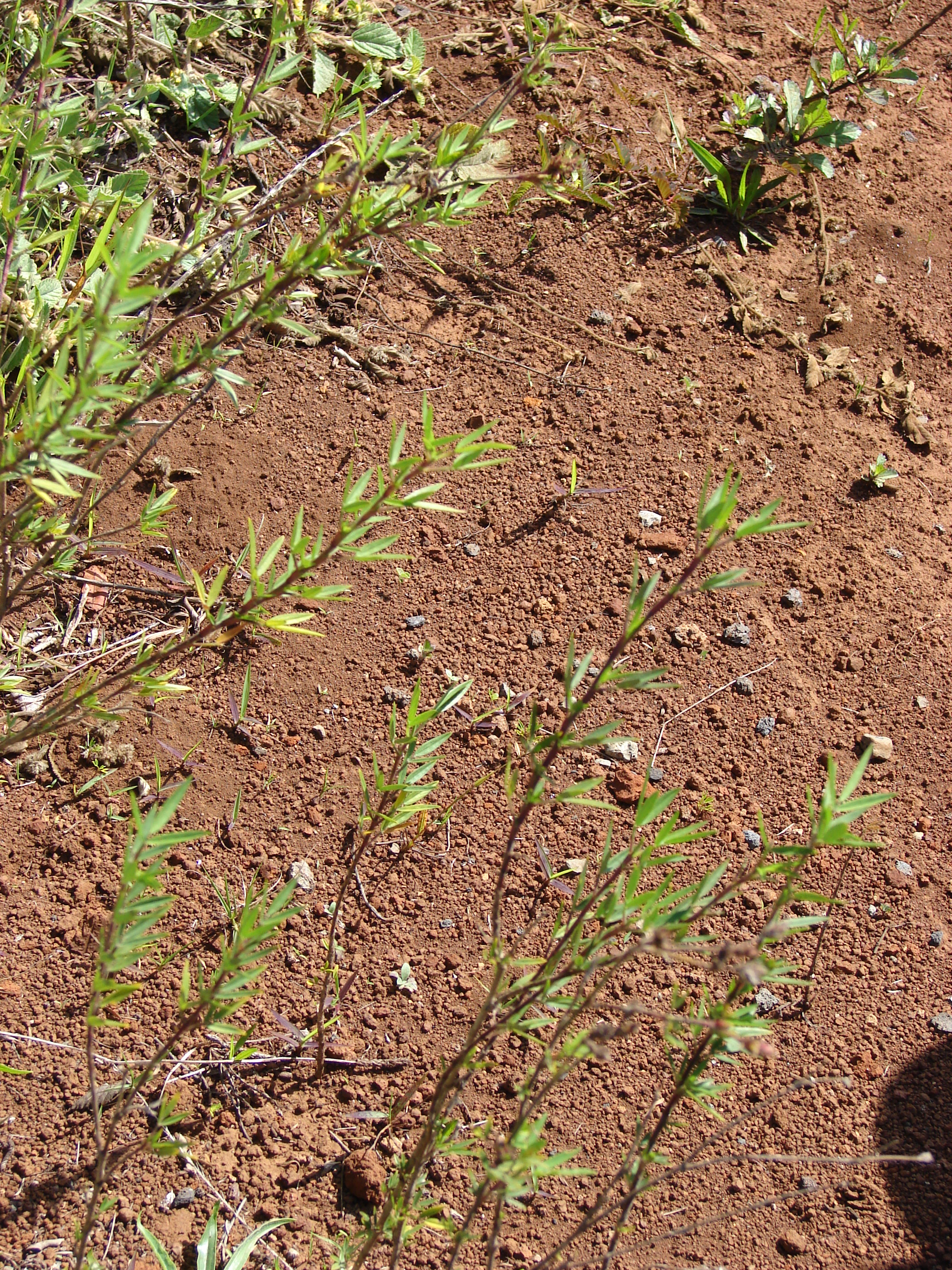
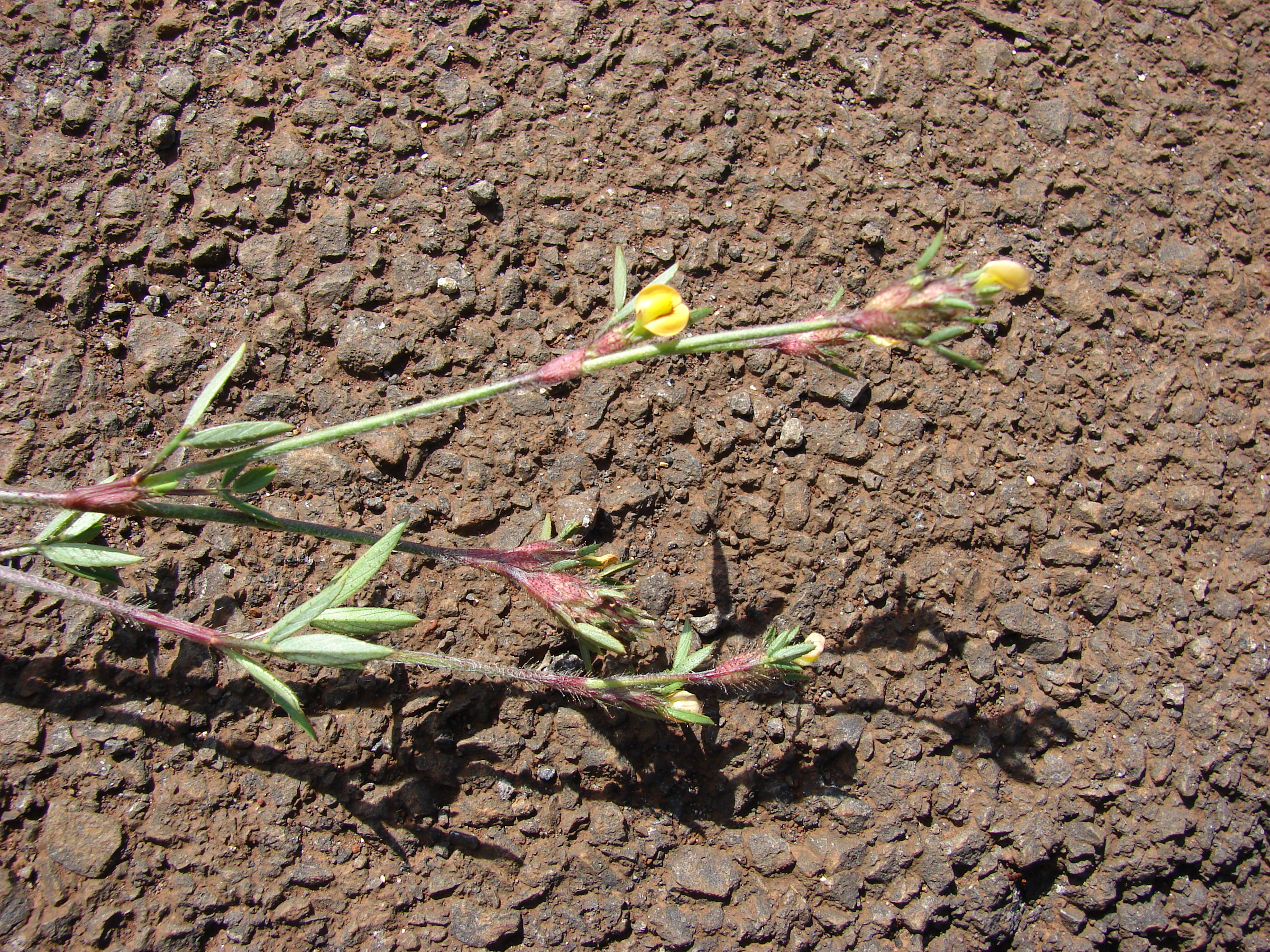
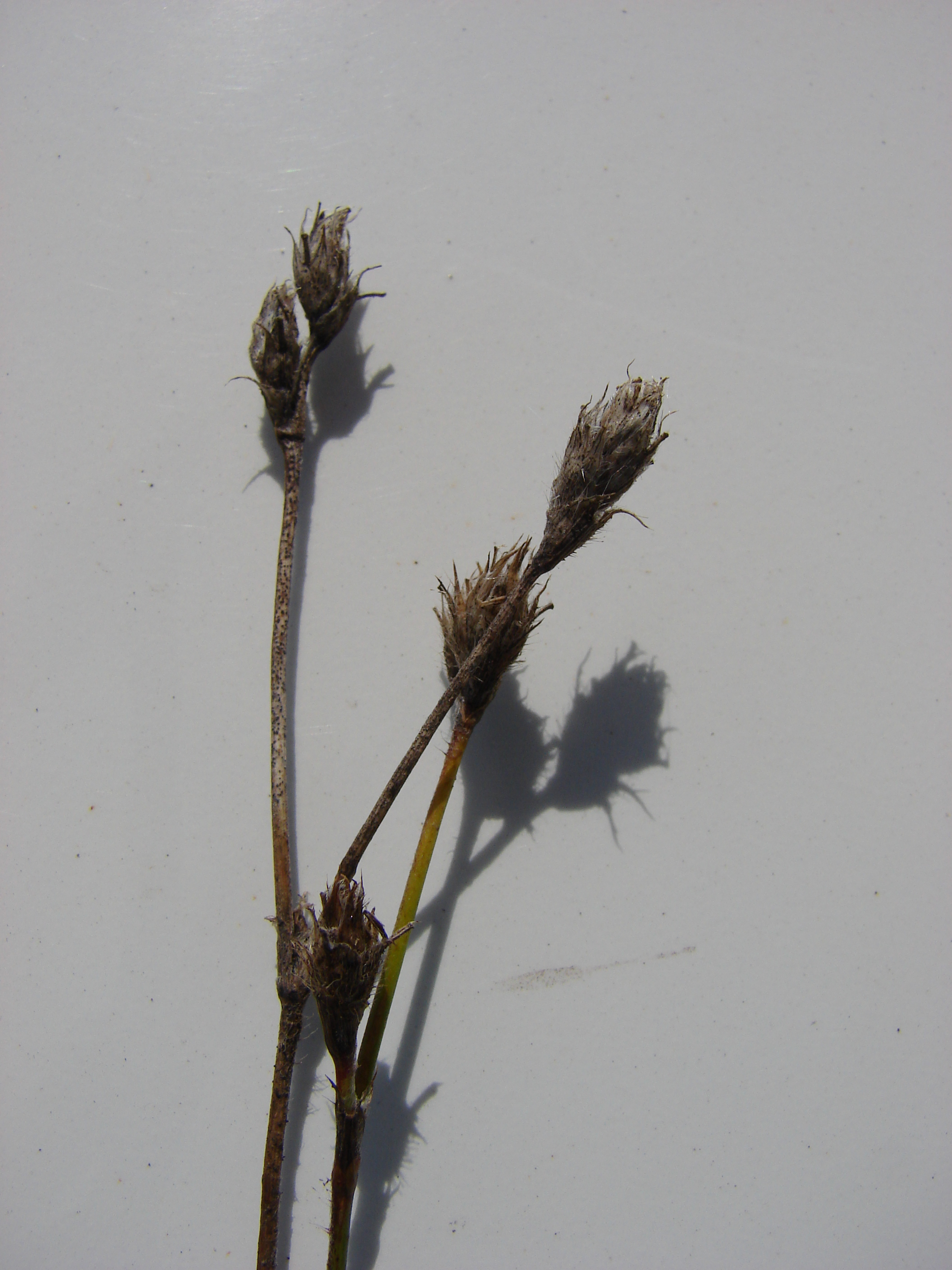